# Astyanax puka
Astyanax puka és una espècie de peix de la família dels caràcids i de l'ordre dels caraciformes.

## Hàbitat
Viu a àrees de clima subtropical.

## Distribució geogràfica
Es troba a Sud-amèrica: riu Salí (nord-oest de l'Argentina).